# Coluber constrictor
Coluber constrictor е вид змия от семейство Смокообразни (Colubridae). Видът не е застрашен от изчезване.

## Разпространение
Разпространен е в Белиз, Гватемала, Канада, Мексико и САЩ.